# Chikulamayembe-Dynastie

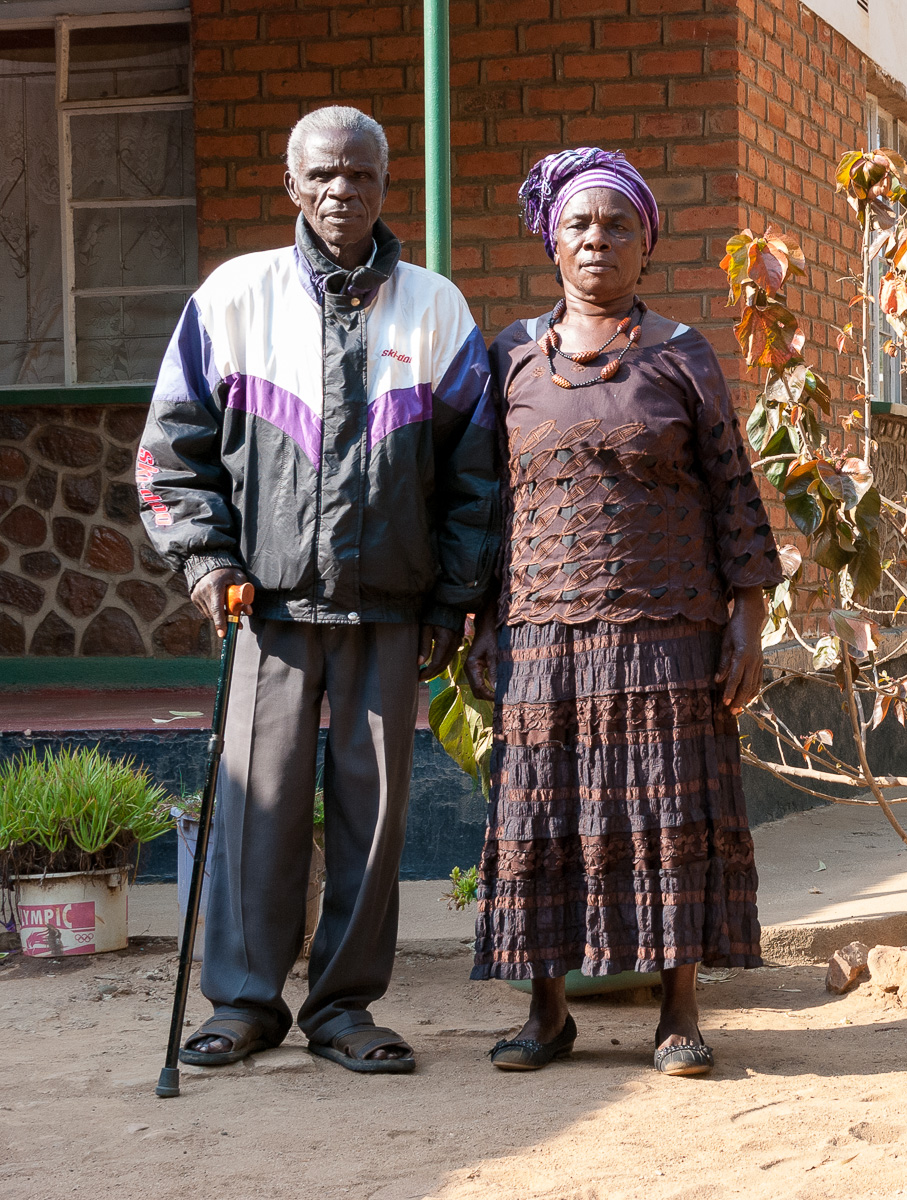
Paramount Chief Chikulamayembe mit seiner Ehefrau in Bolero bei Rumphi.

Die Chikulamayembe sind eine Dynastie von Häuptlingen, die die Tumbuka im Norden Malawis, dem Nkhamanga-Henga-Gebiet, vor und während der Kolonialzeit regierten. Um das Jahr 1700 gründeten Einwanderer, die vom östlichen Ufer des Malawisees (heute Tansania) kamen, das Chikulamayembe-Königreich. Sie stellen heute den paramount chief (Führer eines traditionellen Häuptlingstums) der Tumbuka.
Den ersten Chikulamayembe kennen die Tumbuka noch heute als Gonapamuhanya. Er war auch bekannt unter dem Namen Nkhalapamuhanya. Er war der Vater und Gründer der Chikulamayembe-Dynastie und wird noch heute jährlich mit dem Gonapamhanya-Kulturfestival, zuletzt 2012 in Bolero (Rumphi-Distrikt), gefeiert.
Die vorkoloniale Chikulamayembe-Dynastie existierte, bis in den 1870er Jahren die Ngoni unter ihrem Führer Mmbelwa die Streitkräfte der Chikulamayembe besiegten. 1907 wurde die Chikulamayembe-Dynastie jedoch von Missionaren wieder eingesetzt und zu einem Teil der britischen Kolonialverwaltung gemacht. Dabei wurden die Befugnisse der Chikulamayembe noch ausgeweitet. Der erste koloniale Chikulamayembe, Mbawuwo Mgonanjerwa Gondwe, später bekannt als Chilongozi (Anführer), wurde eingesetzt als  Themba la mathemba, Oberhäuptling für das ganze Tumbukaland.
Mbawuwo Gondwe's Nachfolger war John Hardy Gondwe, der auch bekannt ist als Ziwange (1932–1977). Seit 1977 ist Walter Gondwe Chikulamayembe.